# Model CEV
Model CEV (ang. constant elasticity of variance) – model wyceny opcji. Zmienność traktuje się tu jako deterministyczną funkcję (stochastycznej) ceny akcji.
W modelu wyceny opcji CEV zakładamy, że cena akcji S jest wyznaczona przez proces:
{\displaystyle dS=\mu Sdt+\sigma _{0}S^{\frac {\beta }{2}}dZ,}
gdzie {\displaystyle dZ} jest procesem Wienera. Zakładamy również, że zachodzi
{\displaystyle \sigma (S,t)=\sigma _{0}S^{\frac {\beta -2}{2}},}
gdzie {\displaystyle \sigma _{0}} jest stałą dodatnią, a {\displaystyle \sigma } jest wariancją (zmiennością) akcji.
Model CEV jest uogólnieniem modelu Blacka-Scholesa – różnicą jest założenie o stałości wariancji instrumentu finansowego (akcji).